# Antodice micromacula
Antodice micromacula är en skalbaggsart som beskrevs av Maria Helena M. Galileo och Martins 2008. Antodice micromacula ingår i släktet Antodice och familjen långhorningar. Inga underarter finns listade i Catalogue of Life.